# 이스라엘의 경제
이스라엘의 경제는 발전된 자유 시장 경제이다. 이스라엘은 세계은행의 사업 용이성 지수에서 35위를 차지했다. 미국에 이어 세계에서 두 번째로 많은 스타트업 기업을 보유하고 있으며, 미국, 중국에 이어 세 번째로 많은 나스닥 상장 기업을 보유하고 있다. 인텔, 마이크로소프트, 애플과 같은 미국 회사들은 이스라엘에 그들의 첫 번째 해외 연구 개발 시설을 지었다. IBM, 구글, 휴렛 팩커드, 시스코 시스템즈, 페이스북, 모토로라 등 다른 첨단기술 다국적 기업들도 이스라엘에 연구개발 센터를 열었다.
이 나라의 주요 경제 분야는 기술과 산업 제조업이다. 이스라엘 다이아몬드 산업은 다이아몬드 절삭과 광택의 중심지 중 하나로, 전체 수출의 23.2%에 달한다. 이스라엘은 천연자원이 상대적으로 부족하기 때문에 석유, 원자재, 밀, 자동차, 가공되지 않은 다이아몬드, 생산 투입물 등에 의존하고 있다. 에너지 수입에 대한 국가의 거의 완전한 의존도는 미래에 바뀔지도 모른다. 최근 해안에서 천연가스 매장량이 발견되었고, 이스라엘 태양광 산업이 주도적인 역할을 하고 있다.
이스라엘의 양질의 대학교육과 높은 동기부여와 교육을 받은 대중의 설립은 이스라엘의 높은 기술 붐과 지역 기준에 의한 급속한 경제 발전을 이끈 큰 책임이 있다. 그 나라는 가치 주도 상품과 서비스를 창출하기 위해 강력한 교육 인프라와 새로운 최첨단 아이디어를 위한 고품질의 육성 시스템을 개발했다. 이러한 발전들은 그 나라가 그 나라 전역에 걸쳐 높은 집중도의 첨단 기술 회사들을 만들 수 있게 했다. 이들 기업은 강력한 벤처캐피털 산업이 재정적으로 뒷받침하고 있다. 하이테크 중심지인 "실리콘 와디"는 캘리포니아에 버금가는 중요성으로 여겨진다. 수많은 이스라엘 기업들이 믿을 수 있고 질 좋은 기업 인력으로 인해 글로벌 기업들에 의해 인수되었다.
이스라엘의 경제 역동성은 마이크로소프트 창업자 빌 게이츠, 투자자 워런 버핏, 부동산 개발업자, 도널드 트럼프 전 미국 대통령 등 국제 재계 지도자들과 거대 통신업체 카를로스 슬림으로부터 주목을 받았다. 각 기업가는 전통적인 사업 활동 및 본국에 대한 투자를 넘어 수많은 이스라엘 산업에 걸쳐 막대한 투자를 해왔다. 2006년, 버크셔 해서웨이(미국 투자자인 워렌 버핏의 지주회사)는 이스라엘 회사 아이스카 메탈워킹을 40억 달러에 인수했다. 이는 버크셔 해서웨이가 미국 이외의 지역에서 인수한 첫 사례이다.
2010년 9월, 이스라엘은 OECD에 가입하도록 초청되었다. 이스라엘은 또한 유럽 연합, 미국, 유럽 자유 무역 연합, 튀르키예, 멕시코, 캐나다, 우크라이나, 요르단, 이집트 등과 자유 무역 협정을 체결했다. 2007년 12월 18일, 이스라엘은 라틴 아메리카 국가가 아닌 최초로 메르코수르 무역블록과 자유 무역 협정을 체결했다.
이스라엘도 주요 관광지로, 특히 유대인 혈통의 외국인 관광객이 2019년에 455만 명(이스라엘인 2명당 약 1명)을 방문했다.

## 역사
1920년 발효된 영국 위임통치령 팔레스타인은 유대인 이민자들의 토지 구입을 제한하는 것을 목표로 했다. 이러한 이유로, 유대인들은 처음에는 좀 더 도시적이었고 산업적 직업에서 더 높은 비율을 차지했다. 이러한 특정한 발전은 경제적으로 기업의 구조가 정부보다는 민간 기업가에 의해 결정되는 지역의 몇 안 되는 성장 기적을 낳았다. 1911년 러시아 유대인 기술자 모셰 노보메이스키가 사해를 최초로 조사한 결과 1930년 팔레스타인 포타시 주식회사를 설립했고 이후 사해 공사로 개칭했다. 1923년, 피냐스 루텐베르크는 전력 생산과 분배에 대한 독점권을 부여받았다. 그는 팔레스타인 전기 회사, 후에 이스라엘 전력 공사를 설립했다. 1920년과 1924년 사이에 세멘 석유 회사, 소시에테 데 그랑 물랭, 팔레스타인 규산염 회사, 팔레스타인 소금 회사를 포함한 몇몇 가장 큰 나라들의 공장들이 설립되었다.
1937년에는 1,500명의 노동자를 고용한 86개의 직조 공장이 있었다. 자본과 기술 전문지식은 유럽에서 온 유대인 전문가들에 의해 공급되었다. 이스라엘 섬유 산업의 아이콘이 된 기럇 아타의 아타 섬유 공장은 1934년에 설립되었다. 1939년 키부츠 산업의 첫 공장 중 하나인 나아만 벽돌 공장을 위한 초석이 놓였다.
섬유는 제2차 세계 대전 중 유럽으로부터의 공급이 끊기면서 급속한 발전을 겪었다. 1943년까지 공장의 수는 250개로 증가했고, 5,630명의 노동자와 함께 생산량은 10배 증가했다.
1924년부터 무역 박람회가 텔아비브에서 열렸다. 레반트 페어는 1932년에 열렸다.

### OECD 가입
2007년 5월, 이스라엘은 OECD와 가입 논의를 시작하도록 초청받았다. 2010년 5월, OECD는 팔레스타인의 반대에도 불구하고 만장일치로 이스라엘을 가입시키기로 결정했다. 2010년 9월 7일 정식 회원이 되었다. OECD는 이스라엘의 과학적이고 기술적인 발전을 칭찬했고 "세계적인 규모에서 뛰어난 결과를 낳았다"고 묘사했다.

## 데이터
다음 표는 1980~2021년의 주요 경제 지표를 보여준다. (2022~2027년 IMF 추정치 포함) 5% 미만의 인플레이션은 녹색으로 표시된다.
| 연도 | GDP (10억 US$PPP) | 1인당 GDP (US$ PPP) | GDP (10억 US$ 명목) | 1인당 GDP (US$ 명목) | GDP growth (실질) | 인플레이션율 (%) | 실직률 (%) | 정부 부채 (GDP 중 %) |
| ---- | ----------------- | ------------------- | ------------------- | -------------------- | ----------------- | ---------------- | ---------- | -------------------- |
| 1980 | 28.4              | 7,240.1             | 24.9                | 6,356.5              | 3.6%              | 316.6%           | 4.8%       | n/a                  |
| 1981 | 32.5              | 8,240.4             | 26.4                | 6,687.2              | 4.7%              | 116.8%           | 5.1%       | n/a                  |
| 1982 | 35.0              | 8,717.7             | 28.3                | 7,040.6              | 1.4%              | 120.4%           | 5.0%       | n/a                  |
| 1983 | 37.3              | 9,100.1             | 31.6                | 7,688.7              | 2.6%              | 145.6%           | 4.6%       | n/a                  |
| 1984 | 39.5              | 9,514.1             | 29.9                | 7,186.1              | 2.2%              | 373.8%           | 5.9%       | n/a                  |
| 1985 | 42.6              | 10,072.8            | 27.8                | 6,562.4              | 4.5%              | 304.6%           | 6.7%       | n/a                  |
| 1986 | 45.0              | 10,477.6            | 34.2                | 7,955.1              | 3.6%              | 48.2%            | 7.1%       | n/a                  |
| 1987 | 49.6              | 11,355.8            | 40.8                | 9,349.1              | 7.5%              | 19.9%            | 6.1%       | n/a                  |
| 1988 | 53.2              | 11,975.7            | 50.6                | 11,391.5             | 3.6%              | 16.2%            | 6.4%       | n/a                  |
| 1989 | 56.0              | 12,408.2            | 51.5                | 11,394.3             | 1.4%              | 20.2%            | 8.9%       | n/a                  |
| 1990 | 62.0              | 13,308.1            | 60.7                | 13,035.7             | 6.6%              | 17.2%            | 9.6%       | n/a                  |
| 1991 | 67.0              | 13,553.3            | 68.9                | 13,924.0             | 4.6%              | 19.0%            | 10.6%      | n/a                  |
| 1992 | 73.5              | 14,340.4            | 77.0                | 15,021.2             | 7.2%              | 11.9%            | 11.2%      | n/a                  |
| 1993 | 78.1              | 14,841.5            | 77.4                | 14,708.3             | 3.8%              | 10.9%            | 10.0%      | n/a                  |
| 1994 | 85.3              | 15,813.5            | 88.3                | 16,367.6             | 7.0%              | 12.3%            | 7.8%       | n/a                  |
| 1995 | 95.5              | 17,233.8            | 104.9               | 18,927.9             | 9.7%              | 10.0%            | 6.9%       | n/a                  |
| 1996 | 103.0             | 18,131.5            | 114.5               | 20,153.2             | 5.9%              | 11.3%            | 8.3%       | n/a                  |
| 1997 | 108.8             | 18,677.3            | 118.9               | 20,410.4             | 3.8%              | 9.0%             | 9.5%       | n/a                  |
| 1998 | 114.5             | 19,191.2            | 120.1               | 20,119.2             | 4.1%              | 5.4%             | 10.7%      | n/a                  |
| 1999 | 120.0             | 19,616.7            | 120.9               | 19,766.9             | 3.3%              | 5.2%             | 11.1%      | n/a                  |
| 2000 | 133.4             | 21,216.5            | 136.0               | 21,641.3             | 8.7%              | 1.1%             | 10.9%      | 77.4%                |
| 2001 | 136.8             | 21,258.3            | 134.6               | 20,918.3             | 0.3%              | 1.1%             | 11.6%      | 81.3%                |
| 2002 | 138.8             | 21,137.0            | 125.1               | 19,044.9             | -0.1%             | 5.7%             | 12.9%      | 87.3%                |
| 2003 | 143.5             | 21,460.9            | 131.3               | 19,634.9             | 1.4%              | 0.7%             | 13.4%      | 89.7%                |
| 2004 | 154.4             | 22,687.4            | 140.0               | 20,565.8             | 4.8%              | -0.4%            | 12.9%      | 88.3%                |
| 2005 | 165.8             | 23,941.4            | 147.1               | 21,233.8             | 4.1%              | 1.3%             | 11.2%      | 85.4%                |
| 2006 | 180.5             | 25,596.8            | 158.7               | 22,501.1             | 5.6%              | 2.1%             | 10.5%      | 77.7%                |
| 2007 | 196.6             | 27,390.9            | 184.1               | 25,647.7             | 6.0%              | 0.5%             | 9.2%       | 70.9%                |
| 2008 | 206.8             | 28,309.7            | 220.5               | 30,182.5             | 3.3%              | 4.6%             | 7.7%       | 70.4%                |
| 2009 | 210.0             | 28,068.5            | 212.0               | 28,330.2             | 0.9%              | 3.3%             | 9.4%       | 73.0%                |
| 2010 | 224.6             | 29,469.5            | 238.4               | 31,278.0             | 5.7%              | 2.7%             | 8.3%       | 69.3%                |
| 2011 | 242.0             | 31,172.7            | 266.8               | 34,366.9             | 5.6%              | 3.4%             | 7.1%       | 67.4%                |
| 2012 | 255.7             | 32,336.1            | 262.3               | 33,170.0             | 2.6%              | 1.7%             | 6.9%       | 67.1%                |
| 2013 | 280.0             | 34,755.0            | 297.7               | 36,957.4             | 4.4%              | 1.5%             | 6.2%       | 66.0%                |
| 2014 | 285.4             | 34,755.7            | 314.3               | 38,276.6             | 3.9%              | 0.5%             | 5.9%       | 64.9%                |
| 2015 | 300.5             | 35,876.9            | 303.4               | 36,221.1             | 2.5%              | -0.6%            | 5.2%       | 63.1%                |
| 2016 | 326.6             | 38,229.6            | 322.1               | 37,701.9             | 4.5%              | -0.5%            | 4.8%       | 61.4%                |
| 2017 | 344.3             | 39,533.6            | 358.2               | 41,131.7             | 4.3%              | 0.2%             | 4.2%       | 59.7%                |
| 2018 | 366.9             | 41,320.4            | 376.7               | 42,422.9             | 4.1%              | 0.8%             | 4.0%       | 59.9%                |
| 2019 | 389.0             | 42,977.1            | 402.5               | 44,466.8             | 4.2%              | 0.8%             | 3.8%       | 58.8%                |
| 2020 | 386.4             | 41,930.7            | 413.3               | 44,850.4             | -1.9%             | -0.6%            | 4.3%       | 70.7%                |
| 2021 | 437.1             | 46,659.3            | 488.5               | 52,151.9             | 8.6%              | 1.5%             | 5.0%       | 68.0%                |
| 2022 | 496.8             | 52,173.1            | 527.2               | 55,358.8             | 6.1%              | 4.5%             | 3.9%       | 61.5%                |
| 2023 | 530.0             | 54,750.6            | 564.2               | 58,273.4             | 3.0%              | 3.6%             | 3.8%       | 57.6%                |
| 2024 | 557.4             | 56,633.2            | 591.3               | 60,082.8             | 3.0%              | 2.5%             | 3.7%       | 55.7%                |
| 2025 | 585.1             | 58,474.2            | 618.8               | 61,846.7             | 3.1%              | 2.2%             | 3.7%       | 55.1%                |
| 2026 | 615.6             | 60,526.4            | 647.4               | 63,650.9             | 3.3%              | 2.0%             | 3.7%       | 54.7%                |
| 2027 | 649.5             | 62,813.2            | 678.6               | 65,625.6             | 3.5%              | 1.9%             | 3.7%       | 54.4%                |

## 부문

### 농업

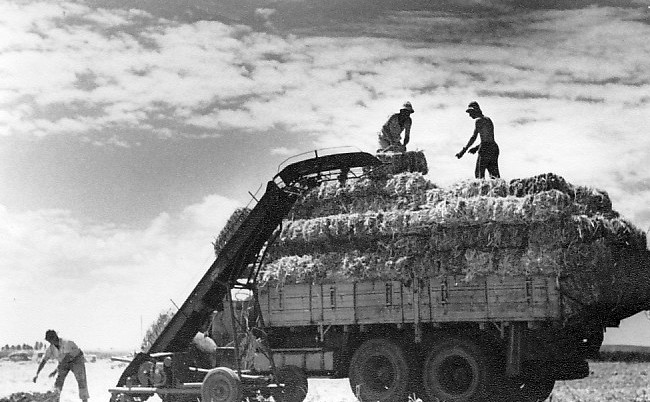
전통적으로 농업에 기반을 둔 이스라엘의 집단 공동체였던 키부츠는 1970년대 후반까지 이스라엘 경제에 중요한 역할을 했다.

2017년 기준 GDP의 2.4%가 농업에서 비롯되었다. 총 270만 명의 노동력 중 2.6%는 농업 생산에 종사하고 6.3%는 농업 서비스에 종사하고 있다. 이스라엘은 상당한 양의 곡물을 수입하고 있지만(현지 소비의 약 80%), 다른 농산물과 식품에서 자급자족하고 있다. 수세기 동안, 그 지역의 농부들은 자몽, 오렌지, 레몬과 같은 감귤류 과일을 재배해 왔다. 감귤류는 여전히 이스라엘의 주요 농산물 수출품이다. 게다가, 이스라엘은 세계의 선도적인 온실 식품 수출 국가 중 하나이다. 매년 13억 달러 이상의 농산물을 수출하는데, 여기에는 12억 달러 상당의 농산물 투입과 기술도 포함된다.

### 금융 서비스

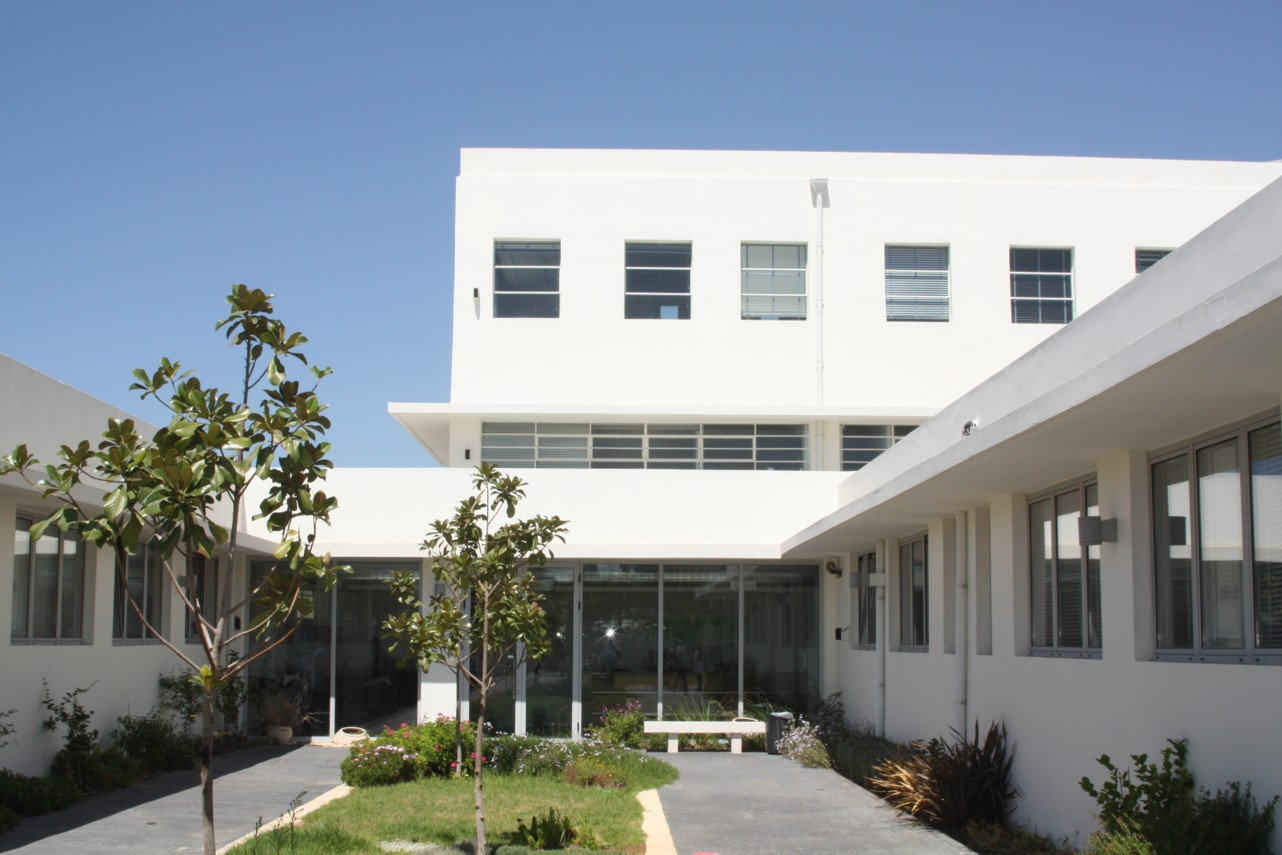
예루살렘 벤처 파트너스(JVP)는 이스라엘에서 가장 큰 벤처 캐피털 회사 중 하나인 예루살렘에 위치하고 있다.

이스라엘은 전국적으로 100억 달러 이상의 활성 벤처 캐피털 펀드를 운용하고 있다. 2004년, 전 세계의 다양한 나라들로부터의 국제 펀드들이 투자된 총 달러의 50% 이상을 약속하여, 많은 나라들이 국제적으로 찾고자 하는 외국인 투자국으로서의 국가의 강하고 건전한 명성을 예시하였다. 이스라엘의 벤처캐피털 부문은 1990년대 초반부터 빠르게 발전해 70여 개의 활성 벤처캐피털펀드(VC)를 보유하고 있으며, 이 중 14개의 국제 VC가 이스라엘 사무소를 두고 있다. 이스라엘의 번창하는 벤처 캐피털과 기업 인큐베이터 산업은 이스라엘의 번창하는 첨단 기술 분야의 자금 조달에 중요한 역할을 했다. 2008년, 이스라엘에 대한 벤처 캐피털 투자는 19% 증가하여 19억 달러를 기록했다.
1991년과 2000년 사이에 거의 모든 민간기업인 이스라엘의 연간 벤처자본 지출은 5,800만 달러에서 33억 달러로 거의 60배 증가했고, 이스라엘 벤처펀드에 의해 출범한 기업들은 100개에서 800개로 증가했으며, 이스라엘의 정보기술 수입은 16억 달러에서 125억 달러로 증가했다. 1999년까지 이스라엘은 국내총생산(GDP) 대비 민간자본에서 미국에 이어 2위를 차지했다.

### 에너지

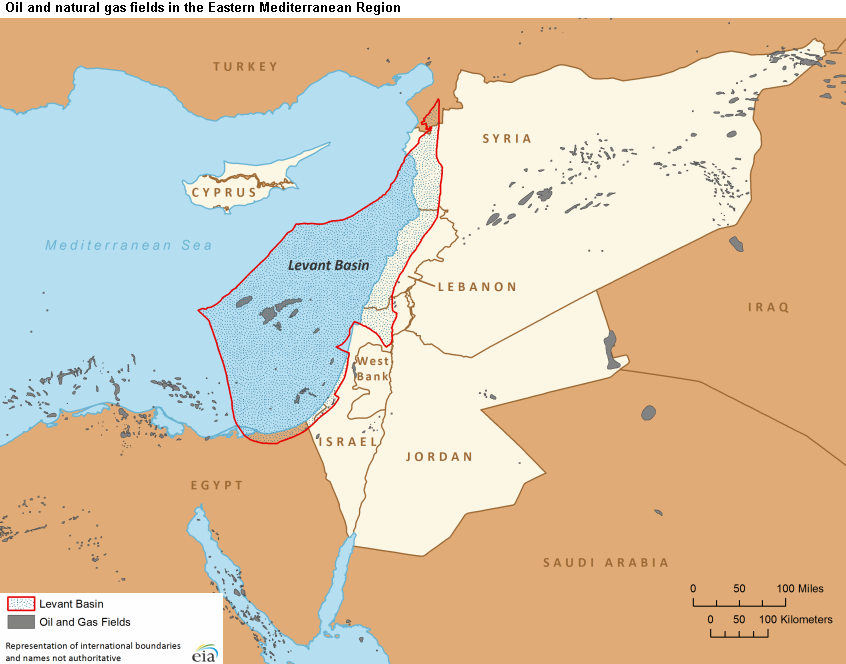
레반트 분지의 알려진 유전 및 가스전(US EIA)

1980년 이후 이스라엘의 화석연료 에너지 소비이다. 석탄 소비는 1980년 이후 꾸준히 증가했다. 천연가스 소비량은 2003년에 거의 0에 가까웠으며 그 이후로 꾸준히 증가해왔다.

역사적으로 이스라엘은 에너지 수요의 대부분을 외부 수입에 의존하여 2009년 연간 국내총생산(GDP)의 5% 이상을 에너지 제품 수입에 지출했다. 교통 부문은 주로 휘발유와 디젤 연료에 의존하고 있으며, 전기 생산의 대부분은 수입 석탄을 사용하여 이루어진다. 2013년 기준으로 이스라엘은 연간 약 100mln의 석유를 수입하고 있다.
2000년대 초까지만 해도 이스라엘에서 천연가스 사용은 미미했다. 1990년대 후반, 이스라엘 정부는 환경, 비용, 자원 다양화를 이유로 천연가스의 사용을 장려하기로 결정했다. 그러나 당시에는 천연가스의 국내 공급원이 없었고, LNG의 형태로 해외에서 가스를 공급하고 이집트(이후 아리시-아슈켈론 파이프라인이 됨)의 미래 파이프라인을 통해 가스를 공급할 것으로 예상되었다. 이스라엘 전력 공사는 천연가스 구동 발전소를 여러 개 건설하고, 국가 가스 배전망을 건설하고, LNG 수입 터미널을 건설하는 계획을 세웠다.
이스라엘은 수십 년간의 석유탐사에 실패한 후, 1990년대 중반부터 동지중해 대륙붕일대를 탐사한 결과, 2009년 타마르 해역에서 대규모 가스전이 발견되었다.
곧이어, 레비아탄 가스전 등 여러 대형 가스전 발견되면서 이스라엘은 천연가스 자급자족을 이루고 해외수출을 통해서 아랍국가간의 외교 지렛대로 활용하고 있다. 2023년 2월 이스라엘 사상 첫 석유수출이 개시되었다.

### 관광업
관광업은 이스라엘의 주요 수입원 중 하나이며, 2019년 455만 명의 외국인 관광객을 유치하여 2016년 이후 25%의 성장을 이룩했으며, 200억 파운드의 이스라엘 경제에 기여하여 그 당시 기록을 세웠다. 가장 인기 있는 유료 방문 사이트는 마사다이다.

## 대외 무역

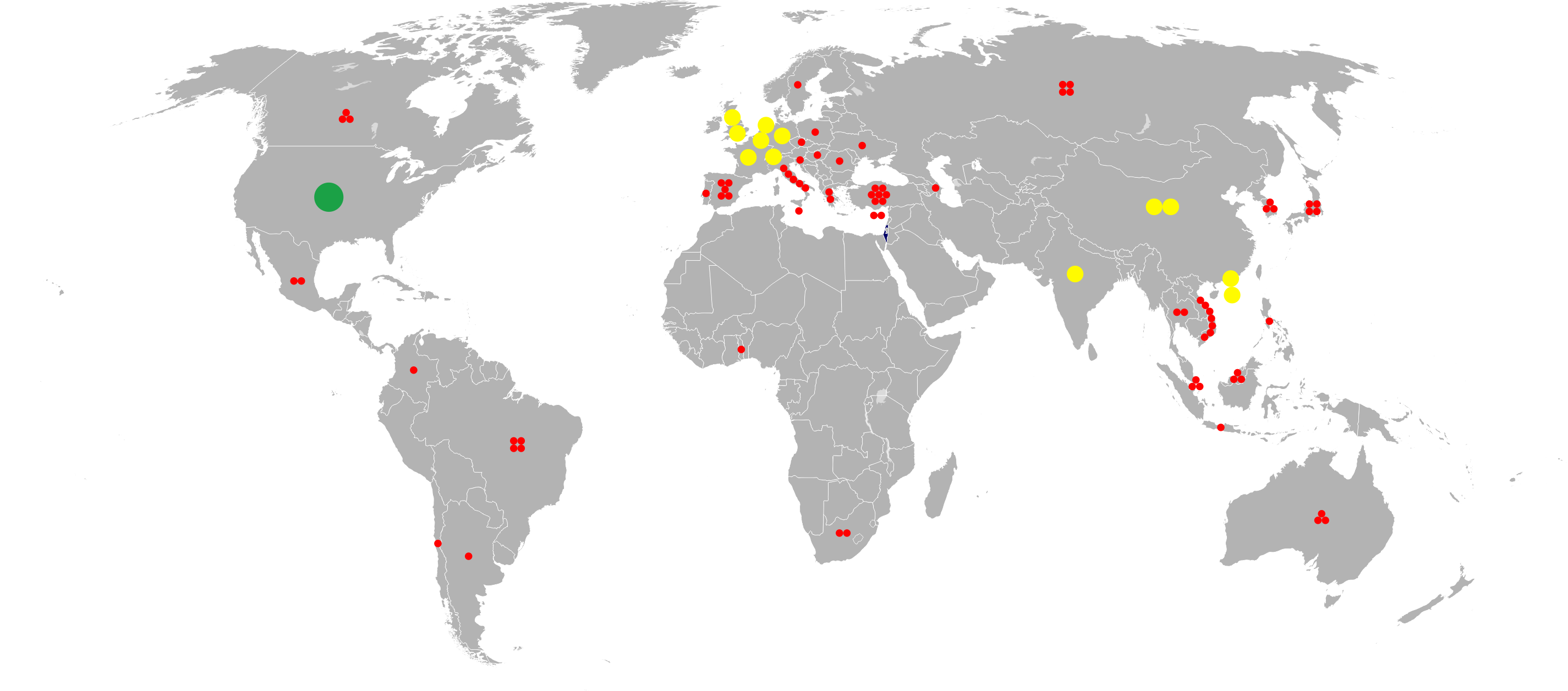
2016년 이스라엘 수출 지도

2016년 이스라엘 상품 수출은 총 558억 달러였다. 같은 해 619억 달러어치를 수입했다. 2017년 총 수출(상품 및 서비스)은 1,023억 달러이고 수입은 967억 달러이다. 이스라엘은 보통 상품에서 약간의 무역 적자를 낸다. 주요 수입품은 원자재, 원유, 생산 투입물, 완제품 소비재이다. 수출은 전자부품을 비롯한 첨단 장비·공구·기계, 컷다이아몬드, 정유화학, 의약품 등 고부가가치 품목이 대부분이다. 그것은 보통 소프트웨어 개발, 엔지니어링 서비스, 생물 의학 및 과학 연구개발과 같은 관광 및 서비스 산업 덕분에 서비스 분야에서 상당한 무역 흑자를 기록하고 있다. 따라서 전반적인 대외 무역은 긍정적이어서 2017년 현재 GDP의 4.7%에 달하는 상당한 경상수지 흑자에 기여하고 있다.

2019년 이스라엘 수출의 비례대표

미국은 이스라엘의 가장 큰 무역 파트너이며 이스라엘은 미국의 26번째 무역 파트너이다. 미국이 이스라엘에 수출하는 주요 품목은 컴퓨터, 집적회로, 항공기 부품 및 기타 방위 장비, 밀, 자동차 등이다. 이스라엘의 대미 주요 수출품에는 컷다이아몬드, 보석, 집적회로, 인쇄기계, 통신장비 등이 포함된다. 양국은 1985년 자유 무역 협정(FTA)을 체결해 이후 10년간 양국 간 거래되는 대부분의 상품에 대한 관세를 단계적으로 철폐했다. 1996년 11월 농업 무역 협정이 체결되어 FTA에서 다루지 않는 나머지 상품들을 다루게 되었다. 다만 비관세 장벽과 품목에 대한 관세는 일부 남아 있다. 이스라엘은 또한 유럽 연합, 캐나다와 무역 및 협력 협정을 맺고 있으며 터키, 요르단, 동유럽의 여러 나라와 이러한 협정을 체결하는 방안을 모색하고 있다.
지역별로 보면 이스라엘 수출 1위는 유럽 연합이다. 2011년 10월부터 2012년 1월까지 4개월 동안 이스라엘은 EU에 총 50억 달러를 수출했다. 같은 기간 이스라엘은 동아시아와 극동에 총 31억 달러를 수출했다.
1995년까지 이스라엘의 아랍권과의 교역은 1945년 팔레스타인 유대인 공동체를 상대로 시작된 아랍 연맹 보이콧으로 인해 미미했다. 아랍 국가들은 이스라엘과 직접 무역을 하는 것(일차 보이콧)을 거부했을 뿐만 아니라 이스라엘에서 활동하는 어떤 기업과도 거래하는 것(세컨더리 보이콧), 이스라엘과 거래하는 어떤 기업과도 거래하는 것(일차 보이콧)을 거부했다.
2013년, 이스라엘과 팔레스타인 영토 간의 무역은 연간 200억 달러로 평가되었다.

## 같이 보기
- 텔아비브 증권거래소